# (7482) 1994 PC1
(7482) 1994 PC1は、アポロ群に分類されている地球近傍小惑星であり、潜在的に危険な小惑星 (PHA) にも分類されている小惑星である。

## 発見
(7482) 1994 PC1は、オーストラリアのクーナバラブラン (Coonabarabran) 近郊にあるサイディング・スプリング天文台で観測を行っていたロバート・マックノートによって1994年8月9日に発見された。「7482」はこの小惑星の小惑星番号が7,482番であることを指し、「1994 PC1」は仮符号に基づく名称である。2022年1月時点では固有の名称は与えられていない。1994年の発見後に、少なくとも1974年からサイディング・スプリング天文台で5回観測されていたことが判明している。

## 特徴
(7482) 1994 PC1は直径が1 km余りあり、SMASS分類では典型的なS型小惑星に分類されている。1998年にチェコの天文学者である Petr Pravec などによって行われた測光観測から(7482) 1994 PC1の自転に起因する見かけの明るさの変化が確認され、その光度曲線から自転周期が約2.6時間であることが判明した。

### 軌道と地球への接近
(7482) 1994 PC1の軌道長半径は約1.349 au（約2億180万 km）で、軌道離心率が約0.33のやや歪んだ楕円軌道を約1年7ヶ月の公転周期で公転している。やや歪んだ楕円軌道であるため、近日点では地球軌道よりも内側まで入り、遠日点では火星軌道よりも外側まで遠ざかる。黄道面に対する軌道傾斜角は約33°となっている。この軌道特性から、地球近傍小惑星の分類の1つであるアポロ群に属し、さらに地球軌道との最小交差距離（Earth MOID）が約0.00055 au（約82,280 km、地球から月までの距離の約5分の1）しかなく、絶対等級が22等級よりも明るいという基準を満たしていることから潜在的に危険な小惑星 (PHA) にも分類されている。

2021年3月1日から2022年10月1日までのの軌跡のアニメーション動画
太陽·
地球·

20世紀から22世紀の間に(7482) 1994 PC1は地球から300万 km以内の範囲に3回接近するが、月の軌道よりも内側に接近することはなく、潜在的に危険な小惑星には分類されているが少なくともこの期間の間は地球へ衝突する危険はないとされている。この中で最も地球に接近したのは1933年1月17日で、地球から月までの距離の約3倍に相当する約113万 kmまで接近した。2022年1月18日21時51分（日本標準時では19日6時51分）には、地球から月までの距離の約5倍余りに相当する約198万 km離れたところを約19.6 km/sの相対速度で通過していくと予測されている。最接近時は見かけの明るさが10等級まで明るくなり、口径6 in（約15 cm）以上の望遠鏡があれば観測できると予想された。
| 日付（UTC)             | 地心距離     | 誤差 (3σ)  |
| ---------------------- | ------------ | ---------- |
| 1933年1月17日 11時45分 | 1,125,383 km | ± 65 km    |
| 2022年1月18日 21時51分 | 1,981,468 km | ± 47 km    |
| 2105年1月18日 12時28分 | 2,328,125 km | ± 1,069 km |